# Dévaványa
Dévaványa é uma cidade da Hungria, situada no condado de Békés. Tem 216,55 km² de área e sua população em 2019 foi estimada em 7.363 habitantes.